# Simple Symphony
Simple Symphony, Op. 4, è una sinfonia concertante per orchestra d'archi o quartetto d'archi di Benjamin Britten. Fu scritta tra il dicembre 1933 e il febbraio 1934 a Lowestoft, utilizzando parti di partitura che il compositore aveva scritto per pianoforte da giovane adolescente, tra il 1923 e il 1926. Il lavoro fu composto per orchestra d'archi ed ebbe la sua prima esecuzione nel 1934 alla Stuart Hall a Norwich, con Britten che dirigeva un'orchestra amatoriale.

## Storia
Il pezzo è dedicato ad Audrey Alston (la signora Lincolne Sutton), insegnante di viola di Britten durante la sua giovinezza. Il pezzo è basato su otto temi che Britten scrisse durante i suoi inizi (due per movimento) e per i quali aveva una particolare predilezione. Completò la bozza finale di questo pezzo all'età di vent'anni.

## Strumentazione
- 1° violino
- 2° violino
- Viola
- Violoncello
- Contrabbasso
- Pianoforte

## Temi presi in prestito tra i movimenti
Ha quattro movimenti, ciascuno dei quali cita temi di 2 opere precedenti di Britten:
I. Boisterous Bourrée
– Suite n. 1 in mi per piano (18 ottobre 1925), secondo movimento (Bourrée: Allegro vivace)
– Song (1923) A Country Dance ('Now the King is home again'), testo da The Foresters di Tennyson, per voce e piano.
II. Playful Pizzicato
– Scherzo (piano) (1924) Sonata per Piano in si bemolle maggiore, op. 5, Scherzo and Trio (Molto vivace)
– Song (1924) The Road Song of the "Bandar-Log" ('Here we go in a flung festoon', testo di Rudyard Kipling), per voce e piano.
III. Sentimental Sarabande
– Suite n. 3 (per piano) (1925) Suite n. 3, in fa diesis minore, per piano, op. 25, Prelude (Allegro di molto)
– Valzer per piano (1923) [Valzer in si maggiore per piano], (Tempo di valzer)
IV. Frolicsome Finale
– Piano Sonata n. 9 (1926) Piano Sonata n. 9, in do diesis minore, op. 38, Finale
– Song (1925)

Nella sinfonia compaiono otto temi principali, con ciascuno due movimenti, il più famoso è il pizzicato. Tutti i pezzi durano complessivamente circa 20 minuti. Il secondo movimento è popolare tra i suonatori di mandolino in quanto è pizzicato. In evidenza in questo tema popolare ci sono 8 note che suonano familiari come l'eco dell'apertura di "Barwick Green", il tema musicale della serie quotidiana folk country di BBC Radio 4, "The Archers", scritto nel 1924 da Arthur Wood. Il terzo movimento campiona una melodia tradizionale svedese che si ascolta anche nel popolare inno cristiano "How Great Thou Art".

## Utilizzi successivi
Nel 1944 il coreografo Walter Gore creò un balletto sempre intitolato Simple Symphony per il Ballet Rambert.
Molti temi della sinfonia sono utilizzati anche per la colonna sonora di Bad Blood (1986) di Leos Carax. Appare nel film di Wes Anderson Moonrise Kingdom (2012), che presenta in primo piano molti pezzi di Britten. Appare anche nelle prime due stagioni de La fantastica signora Maisel (2017-2018).